# Frans Berggren
Frans Berggren (i riksdagen kallad Berggren i Växjö), född 23 januari 1863 i Urshult, Kronobergs län, död 15 maj 1942 i Växjö, Kronobergs län, var en svensk skolman, publicist och politiker (liberal). 
Frans Berggren, som kom från en bondefamilj, var folkskollärare i Växjö från 1883 och överlärare i staden 1912–1927. Åren 1917–1924 var han verkställande direktör för Nya Växjöbladet. Han var även ledamot i stadsfullmäktige samt aktiv i den lokala sparbanksrrörelsen.
Han var riksdagsledamot i andra kammaren för Kronobergs läns östra valkrets 1918–1920. Som kandidat för Frisinnade landsföreningen anslöt han sig till dess riksdagsparti Liberala samlingspartiet. I riksdagen engagerade han sig bland annat i skolfrågor.